# Hayford Hobbs
Hayford Hobbs (nasceu a 1892 – ??) foi um ator britânico da era do cinema mudo e mais tarde, um diretor de cinema. Ele fez sua primeira aparição no cinema em 1915, com o filme The Third Generation e apareceu em seu último filme High Treason, em 1929.